# Konkordátum
A konkordátum (latinul concordatum, 'összehangolás') : a Szentszék és egy állam kétoldalú megállapodása, amely a kapcsolatok egész körét rendezi, tartós jelleggel, ünnepélyes formában. A konkordátum következménye a diplomáciai kapcsolatok felvétele.

## Tartalma
A konkordátum a pápa, mint a katolikus egyházfő és valamely államfő — így pl. fejedelem, köztársasági elnök — között létrejött szerződés, amely által a szerződő személyek, az egyházat és az azon államfő alá tartozó államot közösen érdeklő ügyeket rendeznek. Ezen közös érdekű ügyek köre kiterjedhet az egyháznak azon államban való helyzetére és ennek minden részletére; aminek következtében a más felekezetekhez való viszony, az egyházi személyeknek esetleges közjogi — tehát tisztán államjogi természetű — jogosítványokban való részesítése, az egyházi személyek javadalmazásának az egyházjog szabályain kívül eső kérdései és általában az egyháznak azon államhoz való viszonya egész terjedelmében lehet az ilyen szerződési megállapodásoknak tárgya.
A konkorádumokat a pápa és az államfők nevében kötik; tartalmuk legtöbbször a vegyes ügyek: a házassági jog és következményeinek rendezése, az iskolaügy, az egyházi vagyonjog és az egyháziak ellátása. Magyarországon a szokásjog és partikuláris törvények K. nélkül is rendezik a két szuverén hatalom viszonyát; az 1855-ben kötött osztrák K. jogilag Magyarországon nem volt érvényben. 

## Története
A konkordátum eredetileg különböző típusú szerződések jelzésére használt kifejezés volt, amely tisztán világi ügyekre is vonatkozott. A 15. század óta egyházi személyek között s egyházi ügyekben létrejött megállapodások jelzésére használják. Az 1448. évi bécsi konkordátum óta az egyház és állam között egyházi ügyekben létrejött megállapodások szakkifejezése. Régebben a 'pax', 'concordia', 'pactum', 'tractatus', 'capitula concordata', a 19. század óta leginkább a 'conventio' kifejezést használták.
A konkordátum a pápa mint az egyház feje és valamely állam alkotmányos képviselete között létrejött olyan megállapodás, mely kölcsönös érdekü viszonyokat szabályoz. Tartalmazhatja viták eldöntését (1122-ik évi wormsi konkordátum), vagy szabályozhatja az illető állam és az egyház közötti viszony egészét (pl. az 1855. évi osztrák konkordátum), de kiterjedhet a felekezetek közötti viszonyokra is. Konkordátumot köt a pápa nem katolikus fejedelmekkel is (pl.: az 1827. évi németalföldi, az 1857. évi württembergi és az 1859. évi badeni konkordátum).

## Külső formája
Külső formáját tekintve 
- a pápa, az előzetes megállapodásokra való utalással, bulla vagy breve alakjában egyoldalúan hirdeti ki, mint pl. a német fejedelmek és IV. Jenő pápa között 1447-ben  létrejött konkordátumokat;
- vagy külön hirdeti ki a pápa, mint egyházi és külön az államhatalom képviselője, mint állami törvényt; ilyen a wormsi egyezmény, amelyet külön adott ki Calixtus pápa és külön IV. Henrik;
- végül a kétoldalú megállapodást közös okiratban rögzítik; ilyen pl. az 1801. évi  francia konkordátum.[3]

## Jogi természete
A konkordátum jogi természetére nézve a 19. században a következő elméletek léteztek:
- 1. A privilégium (kiváltság) elmélete, amely szerint a konkordátum a pápa által az államnak adott kiváltságot képezne, amelyet a pápa bármikor visszavehet;  e nézet szerint a pápa nem szerződhet az alárendeltebb állammal, így az egyházi ügyek sem képezhetik a szerződés tárgyát. Ezen nézetet néhány túlzó ú.n. kurialista vallotta (Tarquini, Bonald, Liberatore), de az nem képezi a szentszéknek hivatalos nézetét; ellenkezőleg Róma a konkordátumokban rendszerint kifejezést ad azok szerződési jellegének.
- 2. Az ellentétet képezi az ú.n. legális elmélet, amely szerint viszont a K.-ok állami törvények s ezek sorsában osztoznak. Alapjuk az állam szuverenitása (Sarwey, Zorn, Sohm).
- 3. Leginkább az a nézet volt elfogadott, amely a konkordátumot szerződésnek tartja. Ezt a nézetet az is alátámasztja, hogy a konkordátumok önmagukat rendszerint szerződéseknek nevezik és különben is, mindig kétoldalú megállapodásokon alapulnak. Ezen elmélet körén belül némelyek a) valóságos nemzetközi szerződéseknek tartották, melyet valamely állam, mint szuverén, a pápával, mint szintén - lelki - szuverénnel köt (Kove, Richter, Heffter, Schulte, Walter, Resch); mivel azonban a pápának nem állanak rendelkezésére a nemzetközi jog materiális kényszereszközei, azért mások b) oly "nyilvánjogi szerződéseknek" tartották (publicae conventiones), amelyek a nemzetközi és az államszerződések között középen állanak (Bluntschli, Geffken, Scherer).[4]

## Nevezetes konkordátumok
- Wormsi konkordátum (1122)